# Achterstraße 1 (Oebisfelde)

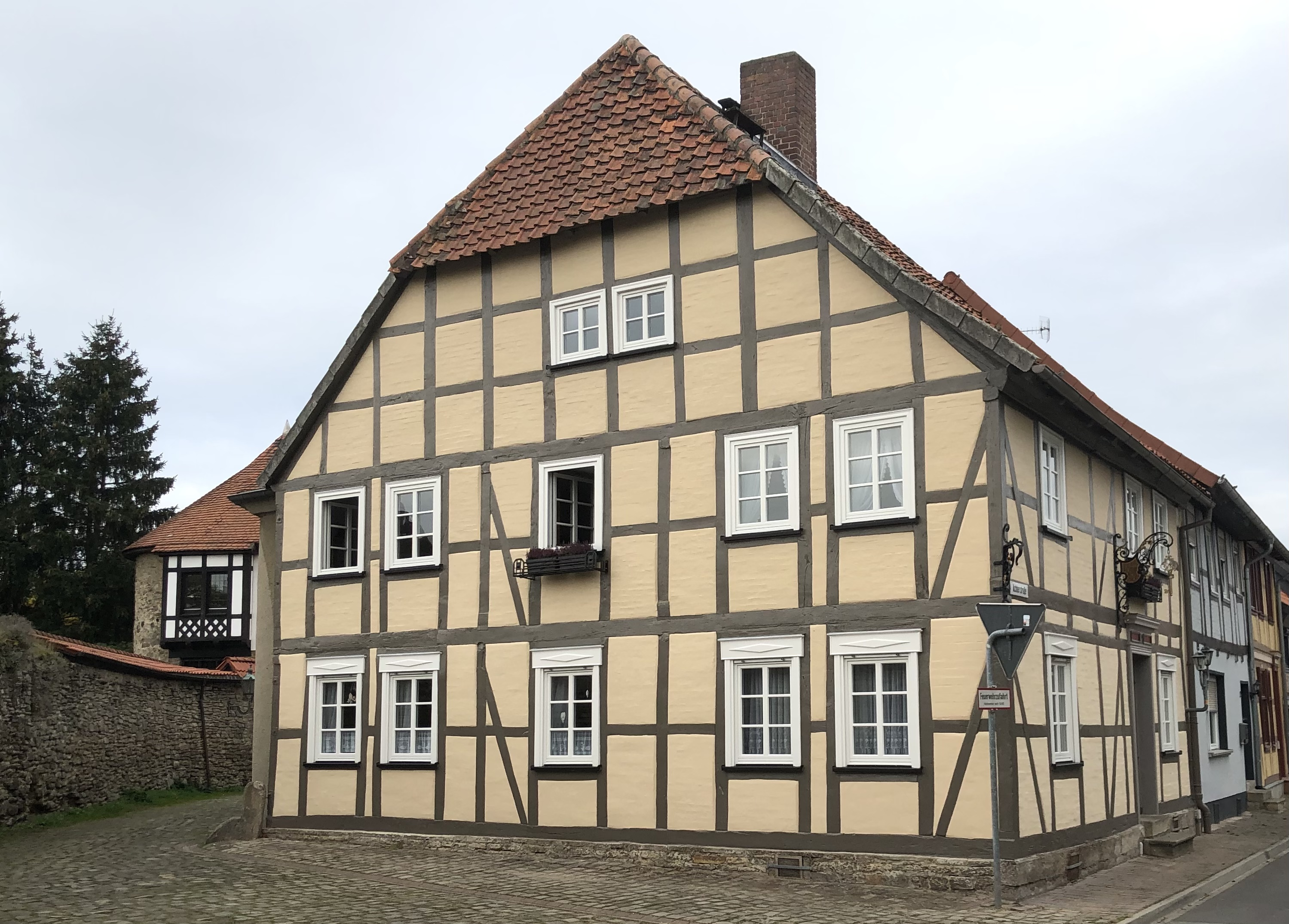
Achterstraße 1 im Jahr 2021

Die Achterstraße 1 ist ein denkmalgeschütztes Wohnhaus in Oebisfelde-Weferlingen in Sachsen-Anhalt.

## Lage
Es befindet sich im Ortsteil Oebisfelde auf der Westseite der Achterstraße an deren südlichen Ende. Das Gebäude bildet den südlichen Kopfbau der westlichen Bebauung der Achterstraße. Südlich des Hauses mündet die Achterstraße auf die Lange Straße, von Westen mündet zugleich die an der Stadtbefestigung Oebisfelde entlang laufende Straße An der Stadtmauer ein. Das Anwesen gehört zum Denkmalbereich der Altstadt Oebisfelde. In der Vergangenheit bestand auch eine Zugehörigkeit zum Denkmalbereich Achterstraße.

## Architektur und Geschichte

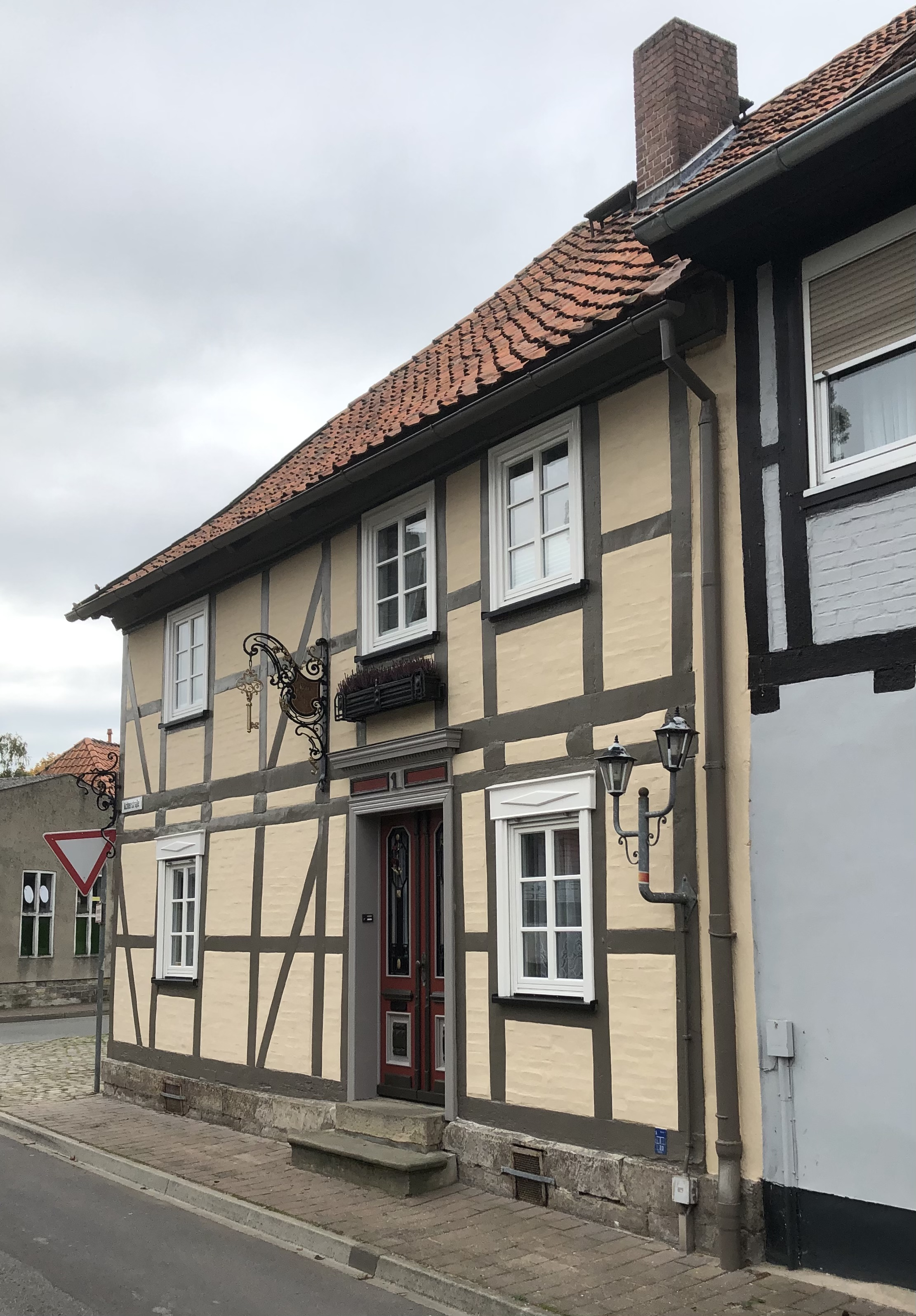
Blick von Norden

Das zweigeschossige Fachwerkhaus entstand im späten 18. oder frühen 19. Jahrhundert. Die breite Giebelseite ist zur südlich verlaufenden Langen Straße hin ausgerichtet. Bemerkenswert ist die Gestaltung der Hauseingangstür und im Erdgeschoss befindliche Fensterfaschen. Bedeckt ist der städtebaulich bedeutsame Bau durch ein Krüppelwalmdach.
Im örtlichen Denkmalverzeichnis ist das Wohnhaus unter der Erfassungsnummer 094 82982 als Baudenkmal verzeichnet.